# NGC 5207
NGC 5207 is een spiraalvormig sterrenstelsel in het sterrenbeeld Maagd. Het hemelobject werd op 19 maart 1787 ontdekt door de Duits-Britse astronoom William Herschel.

## Synoniemen
- UGC 8518
- MCG 2-35-1
- ZWG 73.18
- PGC 47612